# Qu'est-ce que je sais vraiment ?
 (mai 2023).
Qu'est-ce que je sais vraiment ? est un jeu télévisé français présenté par Karine Le Marchand et Stéphane Plaza, produit par Shine France, et diffusé sur M6.
Ce programme, qui a vu le jour pour la première fois aux Pays-Bas, est une création française. Depuis, « What do I know? » a été adapté dans deux pays dont la France et la Belgique. En Belgique le nom du jeu s'appelle Je le savais ! et est diffusé sur la chaine RTL-TVI.

## Concept
Il s'agit d'un quiz de culture générale. L'originalité du concept réside dans le fait que les téléspectateurs peuvent participer en jouant depuis l'application 6play.

### Manches
Le principe du jeu est simple : un quiz de 60 questions de 2h00 pour déterminer qui est la meilleure personnalité, le meilleur étudiant et le meilleur téléspectateur. Le jeu est divisé en six manches de dix questions chacune destinées à tous les âges.
Il y a cinq sortes de questions différentes:
- Question ordinaire : Il faut trouver la bonne réponse parmi plusieurs propositions.
- QCM : Trouver la ou les bonne(s) réponse(s) parmi deux, trois ou quatre possibilités.
- Trouvez la question : Il faut trouver la question posée à partir de la réponse parmi plusieurs propositions.
- Reliez ! : Relier un élément de réponse à un autre parmi plusieurs propositions (exemple : relier des noms de stars aux noms de leurs fans).
- Suite : Il faut mettre en ordre les propositions (exemple : classer Marseille, Toulouse et Paris selon leur taille).

À la fin de chaque manche, quelques statistiques sont indiquées :
- Meilleure région
- Pire région
- Score moyen des hommes
- Score moyen des femmes
- Meilleure tranche d'âge

À la fin des 6 manches l'invité ayant la meilleure note joue en finale pour l'association qu'il a choisie, avec l'étudiant ayant eu la meilleure note.

### Finale
Les candidats ont 4 minutes pour répondre correctement à un maximum de petites questions.
Chaque bonne réponse leur fait gagner de 500 € (jusqu'à la 10e bonne réponse) à 1 000 € (à partir de la 11e bonne réponse).
L'invité commence à répondre aux questions ; au bout de 3 mauvaises réponses, le meilleur étudiant joue à son tour (à noter que les candidats disposent de 10 secondes pour donner leur réponse ; une absence de réponse compte comme une réponse fausse).
Le jeu s'arrête lorsque les 4 minutes sont écoulées ou si le meilleur étudiant commet lui aussi 3 erreurs.
Les gains cumulés des deux finalistes reviennent à l'association que défend l'invité finaliste.
Le meilleur étudiant gagne en plus 25 % de cette somme, ainsi qu'une tablette tactile.

## Liste des émissions

### Saison 1 (2014)

#### 13 mars 2014
- Thème : Spéciale Jury
- Invités et associations:
  - Ghislaine Arabian (jury de Top Chef) : La Mie de pain
  - Philippe Candeloro (coach de Ice Show) : Secours populaire
  - Sophie Edelstein (jury de La France a un incroyable talent) : Nos petits Frères et Sœurs
  - Gilbert Rozon (jury de La France a un incroyable talent) : Les Restos du cœur
- Gagnant (invité) : Philippe Candeloro, avec un score de 53/100.
- Meilleur étudiant : Matthieu Ambert (école d'ostéopathie), avec un score de 86/100.
- Gain pour l'association : 15 000 €

#### 20 mars 2014
- Invités et associations :
  - André Manoukian (auteur-compositeur) : Tout le monde chante contre le cancer
  - Sophie Thalmann (animatrice) : ELA
  - François Berléand (comédien) : Association Petits Princes
  - Luis Fernandez (consultant sportif) : Meghanora
- Gagnant (invité) :  André Manoukian, avec un score de 67/100.
- Meilleur étudiant : Pierre Dumazeau (école de journalisme), avec un score de 74/100.
- Gain pour l'association : 6 000 €

#### 27 mars 2014
- Thème : Spéciale Animateurs de M6
- Invités et associations :
  - Mac Lesggy (animateur de E=M6) : Kokcinelo
  - Dominique Chapatte (animateur de Turbo) : Association Petits Princes
  - Cristina Córdula (animatrice de Les Reines du shopping) : Innocence en Danger
  - Kareen Guiock (présentatrice du 12:45) : APIPD
- Gagnant (invité) : Mac Lesggy, avec un score de 71/100.
- Meilleur étudiant : Vincent Roussel (université de géographie), avec un score de 78/100.
- Gain pour l'association : 20 500 €

#### 3 avril 2014
- Thème : Comédiens et Humoristes
- Invités et associations :
  - Clara Morgane (Animatrice) : SOS Homophobie
  - Tarek Boudali (Comédien dans ''En Famille'') : CéKeDuBonheur
  - Anne Roumanoff (Humoriste) : Olivia For Ever
  - Mustapha El Atrassi (Humoriste) : Chaîne de l'espoir
- Gagnant (invité) : Anne Roumanoff avec un score de 69/100.
- Meilleur étudiant : Matthieu Augereau (école de commerce - Audencia Nantes), avec un score de 73/100.
- Gain pour l'association : 23 500 €

### Saison 2 (2014)

#### 4 décembre 2014
- Thème : Code de la route
- Invités et associations :
  - Valérie Bègue (Miss France 2008): La Ligue contre le cancer
  - Titoff (humoriste): Le Refuge
  - Arnaud Ducret (humoriste): Tous solidaires pour Jonathan
  - Isabelle Mergault (actrice et humoriste): Les Restaurants du cœur
- Gagnant (invité) : Arnaud Ducret
- Meilleur étudiant : Jessy Etokabeka (Ecole d'ingénieurs), avec un score de X/100.
- Gain pour l'association : 7.000 €

#### 11 décembre 2014
- Thème : Spécial QI
- Invités et associations :
  - Frédéric Bouraly (acteur, notamment dans Scènes de ménages)
  - Élodie Gossuin (Miss France 2001)
  - Willy Rovelli (comédien et humoriste)
  - Nelson Monfort (journaliste sportif)

#### 18 décembre 2014
- Thème : Spécial 2014
- Invités et associations :
  - Eric Antoine (magicien et humoriste) : Magie à l'hôpital
  - Chantal Ladesou (actrice et humoriste) : Association Estrelia
  - Frank Lebœuf (ancien footballeur et comédien) : la Fédération Nationale Solidarité Femmes
  - Stéphane Rousseau (humoriste) : Sourire et partage
- Gagnant (invité) : Eric Antoine
- Meilleur étudiant : Gautier Bories (école de commerce - KEDGE Business School), avec un score de 84/100.
- Gain pour l'association : 20.500 €

#### 05 mai 2015
- Thème : Spécial Bac
- Invités et associations :
  - Roselyne Bachelot
  - Eve Angeli
  - Baptiste Giabiconi
  - Rachid Badouri
- Gagnant (invité) : Roselyne Bachelot
- 'Meilleur étudiant : Arnaud Gelineau'n
- Gain pour l'association :

### Saison 3 (2016)

#### 16 mars 2016
- Thème : Spéciale animateurs
- Invités et associations :
  - Faustine Bollaert
  - Julien Courbet
  - Bruno Guillon
  - Stéphane Rotenberg
- Gagnant (invité) : Stéphane Rotenberg
- Meilleur étudiant :
- Gain pour l'association :

#### 28 juillet 2016
Thème : Spéciale animateurs
- Invités et associations :
  - Stéphane Bern
  - Virginie Guilhaume
  - Cauet
  - Estelle Denis
- Gagnant (invité) : Estelle Denis
- Meilleur étudiant : Justine Josse
- Gain pour l'association :

#### 4 août 2016
Thème : Spéciale années 80
- Invités et associations :
  - Lio
  - Phil Barney
  - Sloane
  - Jacky
- Gagnant (invité) : Phil Barney
- Meilleur étudiant : Valentin Salvant
- Gain pour l'association :

#### 20 décembre 2016
Thème : Spéciale mémoire
- Invités et associations :
  - Bérengère Krief
  - Arnaud Gidoin
  - Camille Cerf
  - Amanda Lear
- Gagnant (invité) : Arnaud Gidoin
- Meilleur étudiant : Diego Perez (école de commerce ISTEC Paris)
- Gain pour l'association : 5 000 €

## Gagnants
| Saisons | Emission No | Date de diffusion | Gagnant(e) célébrité(e) | Gagnant(e) étudiant(e) |
| ------- | ----------- | ----------------- | ----------------------- | ---------------------- |
| 1       | 1           | 13 mars 2014      | Philippe Candeloro      | Matthieu Ambert        |
| 1       | 2           | 20 mars 2014      | André Manoukian         | Pierre Dumazeau        |
| 1       | 3           | 27 mars 2014      | Mac Lesggy              | Vincent Roussel        |
| 1       | 4           | 3 avril 2014      | Anne Roumanoff          | Matthieu Augereau      |
| 2       | 5           | 4 décembre 2014   | Arnaud Ducret           | Jessy Etokabeka        |
| 2       | 6           | 11 décembre 2014  | Élodie Gossuin          | Caroline Stoll         |
| 2       | 7           | 18 décembre 2014  | Eric Antoine            | Gautier Bories         |
| 2       | 8           | 5 mai 2015        | Roselyne Bachelot       | Arnaud Gelineau        |
| 3       | 9           | 16 mars 2016      | Stéphane Rotenberg      |                        |
| 3       | 10          | 28 juillet 2016   | Estelle Denis           | Justine Josse          |
| 3       | 11          | 4 août 2016       | Phil Barney             | Valentin Salvant       |
| 3       | 12          | 20 décembre 2016  | Arnaud Gidoin           | Diego Perez            |

## Horaires de diffusion
Qu'est-ce que je sais vraiment ? est diffusée tous les jeudis soir à partir de 20h50 durant les saisons 1 à 3.
Le 7 février 2017, M6 annonce l'arrêt de l'émission en raison des mauvaises audiences de la saison 3.

## Audimat
| Date de diffusion | Audience (en téléspectateurs) | Audience (en part de marché) | Rang | Références |
| ----------------- | ----------------------------- | ---------------------------- | ---- | ---------- |
| 13 mars 2014      | 3 347 000                     | 14,9 %                       | 2e   | [ 3 ]      |
| 20 mars 2014      | 2 505 000                     | 11,4 %                       | 3e   | [ 4 ]      |
| 27 mars 2014      | 2 630 000                     | 12,1 %                       | 2e   | [ 5 ]      |
| 3 avril 2014      | 2 392 000                     | 10,5 %                       | 3e   | [ 6 ]      |
| 4 décembre 2014   | 2 556 000                     | 10,7 %                       | 2e   | [ 7 ]      |
| 11 décembre 2014  | 2 600 000                     | 11,4 %                       | 3e   | [ 8 ]      |
| 18 décembre 2014  | 2 332 000                     | 10,5 %                       | 3e   | [ 9 ]      |
| 5 mai 2015        | 2 290 000                     | 10 %                         | 4e   | [ 10 ]     |
| 16 mars 2016      | 1 997 000                     | 9,5 %                        | 4e   | [ 11 ]     |
| 28 juillet 2016   | 2 113 000                     | 11,5 %                       | 4e   | [ 12 ]     |
| 4 août 2016       | 1 962 000                     | 10,6 %                       | 3e   | [ 13 ]     |
| 20 décembre 2016  | 2 200 000                     | 9,2 %                        | 3e   | [ 14 ]     |